# Men in Black: International
Men in Black: International (Hombres de negro: Internacional en Hispanoamérica) es una película de 2019, perteneciente al género de ciencia ficción de acción y comedia dirigida por F. Gary Gray y escrito por Art Marcum y Matt Holloway. La película es una derivación de la serie de películas Hombres de negro, que se basa libremente en las historietas de Malibu/Marvel del mismo nombre, de Lowell Cunningham. La película es protagonizada por Chris Hemsworth, Tessa Thompson y Liam Neeson, y Rebecca Ferguson, Kumail Nanjiani, Rafe Spall y Emma Thompson en papeles secundarios.
Las conversaciones sobre una cuarta película de Men in Black comenzaron después del lanzamiento de Men in Black 3 en 2012. En febrero de 2018, Hemsworth firmó para liderar un spin-off mientras Gray fue contratado para dirigir, y Thompson se unió al elenco al mes siguiente. La filmación tuvo lugar en la Nueva York, Marruecos, Italia y Londres de julio a octubre de 2018. 
Men in Black: International fue estrenada en cines en los Estados Unidos el 14 de junio de 2019 por Sony Pictures Releasing, bajo su sello Columbia Pictures, y finalmente fracasó en taquilla, recibiendo críticas negativas de críticos y fanáticos, quienes criticaron la «acción mediocre y la trama olvidable» y consideraron que era la peor de la serie, aunque se elogió la química entre Hemsworth y Thompson.

## Argumento
En 2016, los agentes H y High T del MiB viajan a París para detener una invasión de la colmena, una raza parásita que invade los planetas fusionándose con el ADN de las especies conquistadas, en la Torre Eiffel utilizando un agujero de gusano incluido en la migración original a la Tierra. Veinte años antes, en 1996, Brooklyn, Molly Wright es testigo de que sus padres son neutralizados por agentes de Men in Black mientras ella ayuda a un extraterrestre a escapar, evitando la neuralización. Veintitrés años después, en 2019, rechazada por el FBI y la CIA debido a sus «delirios» con respecto a la vida alienígena, Molly rastrea un aterrizaje alienígena y sigue a los agentes de MiB a la sede de MiB en la ciudad de Nueva York. Atrapada al ingresar a la agencia, Molly impresiona al Agente O, argumentando que ha demostrado sus habilidades y que no tiene vida fuera de su búsqueda de la agencia. Se le otorga el estatus de agente de prueba como «Agente M» y se le asigna a la sucursal de la organización en Londres.
Allí, M se encuentra con High T, jefe de la sucursal de Londres, y el Agente H. M se entera del pasado de H y T; Desde entonces, H ha desarrollado un complejo de Dios, sin preocuparse por sus deberes y solo manteniendo su trabajo debido a que High T lo cubría. M hace los arreglos para que ella misma sea asignada para ayudar a H en su reunión con Vungus el Feo, su amigo cercano y su realeza alienígena. Durante su noche de fiesta con Vungus, son abordados por misteriosos gemelos alienígenas capaces de manifestarse como energía pura. Estos extraterrestres energéticos hieren fatalmente a Vungus, quien le da a M un extraño cristal antes de morir, alegando que H ha cambiado desde la última vez que se encontraron y no se puede confiar en él. M señala que pocas personas conocían la ubicación de Vungus, y que probablemente fue traicionado por uno de los agentes presentes cuando High T asignó a H para protegerlo. Nervioso ante la posibilidad de un traidor dentro de MiB, High T asigna a los Agentes C y M para llevar a cabo una investigación mientras H es degradado al servicio de escritorio, con evidencia que sugiere que los gemelos de energía alienígena tenían rastros de ADN de la Colmena. 
H convence a M de unirse a él para seguir a Marrakech, donde recuperan a «Pawny», el último sobreviviente de un pequeño grupo de alienígenas atacados por los Mellizos. Al evitar su suicidio de honor, Pawny promete su lealtad hacia M. Ellos están atrapados por agentes de MiB coordinados por C, que recuperó imágenes de video de Vungus pasando el cristal a M y cree que ella es la traidora. Con la ayuda de los contactos alienígenas Nasr y Bassam, H escapa con M y Pawny en una bicicleta propulsada por cohete, y descubren que el cristal de Vungus es el arma definitiva impulsada por una estrella gigante azul comprimida. Después del accidente durante su escape, reparan la bicicleta dañada. Bassam roba el arma y se la lleva a Riza Stavros, una traficante de armas alienígena y exnovia de H. Viajando a la fortaleza de la isla de Riza cerca de Nápoles, el trío intenta infiltrarse en la base, pero son atrapados por Riza y Luca Brasi, ahora el segundo al mando de Riza. Luca es descubierto como el alienígena M rescatado de niño. Luca les devuelve el favor al permitirles irse con el arma mientras mantiene a Riza contenida. Los tres son arrinconados por los Mellizos, quienes son asesinados por High T y un grupo de agentes que habían estado siguiendo a M y H.
Aunque el caso parece resuelto, H y M revisan la evidencia y se dan cuenta de que las frases de los Mellizos de hacer cualquier cosa para salvar su planeta sugieren que requerían que el arma no se usara como sus aliados sino  contra  la Colmena, especialmente cuando el único High T. proporcionó pruebas de ADN de Hive. Descubrieron que High T había eliminado el archivo del caso y no había enviado el arma a pruebas. C también se da cuenta del engaño de High T y permite que H y M sigan a High T hasta la Torre Eiffel. Mientras viajan al agujero de gusano, el cuestionamiento de M sobre el recuerdo de H sobre la derrota de la Colmena revela que él fue neutralizado. High T se revela como el topo convertido de la Colmena y activa un agujero de gusano para atraerlos a la Tierra. Sin embargo, H extrae la verdadera personalidad de High T el tiempo suficiente para que él abandone el arma definitiva, lo que le permite a M adquirir el arma, destruyendo High T, el agujero de gusano y la infestación de Hive tratando de llegar a la Tierra. 
Con la verdad y la tragedia de la asimilación de High T en un espía de Hive, el Agente O se une a H y M en París, donde le otorga a M el estatus de agente completo y nombra a H jefe de prueba de la sucursal de MiB en Londres.

## Reparto
- Chris Hemsworth como Henry / Agente H.
- Tessa Thompson como Molly Wright / Agente M.
- Kumail Nanjiani como Pawny.
- Liam Neeson como High T.
- Rafe Spall como Agente C.
- Rebecca Ferguson como Riza Stavros.
- Laurent y Larry Bourgeois como Los mellizos.
- Emma Thompson como Agente O.
- Tim Blaney como Frank el Pug.
- Sérgio Mallandro como él mismo.
- Pakorn Chatborirak como hombre de blanco.

Will Smith y Tommy Lee Jones se ven en una pintura que recrea una escena de Hombres de negro interpretando a J y K respectivamente.

## Producción

### Desarrollo
En febrero del 2018, se informó que Chris Hemsworth protagonizaría la película, que sería dirigida por F. Gary Gray. El mes siguiente, la coprotagonista de Hemsworth en Thor: Ragnarok, Tessa Thompson, se unió al reparto. En mayo de 2018, se informó que Liam Neeson estaba en conversaciones para protagonizar la película como jefe de la sucursal de la agencia en el Reino Unido. El guion de la película fue escrito por Art Marcum y Matt Holloway y sería producido por Laurie MacDonald y Walter Parkes. En junio de 2018, Kumail Nanjiani, Rafe Spall, y los gemelos Les, se agregaron al elenco de la película.

### Rodaje
El rodaje de la película comenzó el 9 de julio de 2018 en Londres y continuó en Marruecos, Italia y la ciudad de Nueva York. Emma Thompson fue anunciada para retomar su papel como la Agente O en la película más tarde ese mes. En agosto de 2018, Rebecca Ferguson se unió al elenco de la película. El 17 de octubre, Hemsworth confirmó que la filmación había finalizado.

## Lanzamiento
Men in Black: International fue estrenada el 14 de junio de 2019. Anteriormente se estableció su lanzamiento para el 17 de mayo de 2019.

## Recepción
En Rotten Tomatoes, la película tiene un índice de aprobación del 23% basado en 318 comentarios, con una calificación promedio de 4.5/10. El consenso  crítico de la página web dice: «Amable pero olvidable, MiB International mata la química sustancial de sus estrellas a través de los engranajes de una franquicia que se está quedando sin razones para continuar». En Metacritic, la película tiene un puntaje promedio ponderado de 38 sobre 100, basado en 51 reseñas, indicando «reseñas generalmente desfavorables».
Peter Bradshaw del periódico The Guardian la llamó «Meh (sic) in Black, haciendo otra reaparición intensamente agotadora e inútil» y le dio a la película 1 de 5 estrellas. Peter DeBruge de Variety dijo que «La conexión entre Tessa Thompson y Hemsworth es lo que salva el día, pero no nada de lo que hacen sus personajes en pantalla» y calificó a la película como «divertida, aunque llena de baches». Michael Phillips, del Chicago Tribune, dio a la película 2.5 de 4 estrellas, escribiendo: «Men in Black: International no es mala; es una mejora sobre Men in Black II (2002) y Men in Black 3 (2012), secuelas que incluso sus creadores pueden haberlo olvidado. Como especie, parece que estamos destinados a repasar este concepto básico y renovar la búsqueda de nuevas variaciones del primer film desarmador y deslumbrante, que llevó a los cómics de Lowell Cunningham a la pantalla de manera tan astuta y bien en 1997».